# U.S. Men's Clay Court Championships 2003
U.S. Men's Clay Court Championships 2003 — тенісний турнір, що проходив на ґрунтових кортах у місті Х'юстон, USA з 21 квітня . Належав до категорії ATP International Series.

## Фінальна частина

### Одиночний розряд
Андре Агассі —  Енді Роддік 3–6, 6–3, 6–4

### Парний розряд
Марк Ноулз (тенісист) /  Деніел Нестор —  Ян-Майкл Гембілл /  Грейдон Олівер 6–4, 6–3